# 가로목거북상과
가로목거북상과(Pelomedusoidea)는 거북목 곡경아목에 속하는 2개의 상과 중 하나이다.

## 하위 분류
- † Bothremydidae
- 가로목거북과 (Pelomedusidae)
  - 늪가로목거북속 (Pelomedusa)
  - 펠루시오스속 (Pelusios)
  - † Posadachelys
- 큰가로목거북과 또는 견목거북과 (Podocnemididae)
  - 마다가스카르가로목거북속 (Erymnochelys)
  - 아마존가로목거북속 (Peltocephalus)
  - 큰가로목거북속 또는 포독네미스속 (Podocnemis)